# Отомо-но Табито
Отомо-но Табито (大伴 旅人; ок. 662/665 — 731) — японский поэт, сын поэта Отомо-но Ясумаро и отец знаменитого поэта Отомо-но Якамоти, составителя антологии «Манъёсю»
Его называют «одним из пяти лучших поэтов „Манъёсю“». В «Манъёсю» включены 76 его танка и одна нагаута. Табито был современником Хитомаро, а его другом был Яманоуэ-но Окура. Служил придворным чиновником высокого ранга, но подвергся опале. Долгие годы до 730 года исполнял обязанности Главы Управления Западных Земель Дадзайфу в провинции Тикудзен на острове Кюсю. Затем он получил звание старшего советника (дайна-гон), ему было разрешено вернуться в столицу (Нара), где вскоре умер.
Знаток китайской литературы, в своей поэзии Табито испытывал влияние китайской поэзии. Большой известностью пользуется цикл из 13 песен (танка) во славу саке из «Манъёсю». Вот одна из этих песен:

(Манъёсю, № 347)

Если в мире суеты
На дороге всех утех
Ты веселья не найдешь,
Радость ждет тебя одна:
Уронить слезу спьяна!
(Перевод А. Е. Глускиной)